# SK Slavia Hradec Králové (lední hokej)
SK Slavia Hradec Králové (celým názvem: Sportovní klub Slavia Hradec Králové) byl československý klub ledního hokeje, který sídlil v Hradci Králové. Založen byl v roce 1921 a zanikl v roce 1948. Klubové barvy byly červená a bílá.
Své domácí zápasy odehrával v Novákových sadech.

## Historie
Hokejový oddíl v SK Slavia Hradec Králové byl ustaven ve třicátých letech. V roce 1941 vstupuje celek do 1.a třídy Orlické župy, kde dosahuje průměrných výsledků. Přelomem ve výkonnosti je rok 1945, ve kterém dochází k fúzi s BK Hradec Králové a vzniká BK Hockey Slavia Hradec Králové. Po komunistickém puči dochází v prosinci 1948 k násilné přeměně na Sokol VČE Hradec Králové, a tím hokejová Slavia zaniká.

## Týmové úspěchy
- sezóna 1946/47 - postup do divize

## Historické názvy
- 1921 – SK Slavia Hradec Králové (Sportovní klub Slavia Hradec Králové)
- 1945 – BK Hockey Slavia Hradec Králové (Bruslařský klub Hockey Slavia Hradec Králové)
- 1948 – Sokol VČE Hradec Králové (Sokol Východočeská energetika Hradec Králové)